# Бициклизам на Летњим олимпијским играма 1896 — писта 12 сати за мушкарце
Трка 12 сати за мушкарце је била једна од пет дисциплина такмичења у бициклизму на писти на програму Олимпијским играма 1896 у Атини. Ова дисциплина била је последња на програму Олимпијских игара и одржана је 12. априла. Учествовало је 7 такмичара из 4 земље.

## Земље учеснице
- Грчка {4}
- Аустрија (1)
- Немачко царство (1)
- Велика Британија (1)

## Освајачи медаља
|                     |                               |      |
| Адолф Шмал Аустрија | Френк Кипинг Велика Британија | нико |

## Коначан пласман
| Место | Бициклиста                          | Држава       |
| ----- | ----------------------------------- | ------------ |
|       | Адолф Шмал Аустрија                 | 314,997 км   |
|       | Френк Кипинг · Велика Британија     | 314,664 км   |
| 3.    | Јоргос Параскевопулос Грчка         | није завршио |
| 4.    | Ловердос Грчка                      | није завршио |
| 5.    | А. Трифијатис-Трипиарис Грчка       | није завршио |
| 6.    | Јозеф Велценбахер · Немачко царство | није завршио |
| 7.    | Константинос Константину Грчка      | није завршио |

Такмичење је почело 12. априла у 5 сати. Седморица такмичара су започело трку, а њих четворица су одустала још током преподнева. Пети, Јоргос Параскевопулос, је одустао у поподневним часовима. Адолф Шмал је остале такмичаре обишао за читав круг још у раној фази трке. Успео је да победи тако што је тај круг предности сачувао до краја. Други је био Френк Кипинг, једини такмичар који је поред Шмала на стази остао свих 12 сати.